# 2. ceremonia wręczenia Złotych Globów
2. ceremonia wręczenia Złotych Globów odbyła się w styczniu 1945 roku w Beverly Hills Hotel w Los Angeles.

## Laureaci
- Najlepszy film: Idąc moją drogą
- Najlepszy aktor: Alexander Knox – Wilson
- Najlepszy aktorka: Ingrid Bergman – Gasnący płomień
- Najlepszy aktor drugoplanowy: Barry Fitzgerald – Idąc moją drogą
- Najlepsza aktorka drugoplanowa: Agnes Moorehead – Pani Parkington
- Najlepsza reżyseria: Leo McCarey – Idąc moją drogą